# Бунт на ЧВК „Вагнер“
На 23 юни 2023 година руската частна военна компания „Вагнер“ влиза във въоръжен конфликт с руската армия след нарастващо напрежение между нейния лидер Евгений Пригожин и руското министерство на отбраната.

## Численост, структура, цели на ЧВК "Вагнер"
Голяма част от сериозните боеве (особено при Бахмут) са изнесени от ЧВК "Вагнер". За да не провежда мобилизация на населението Путин финансира множество наемнически бригади, средно с 5000-7000 души. Сред тях си заслужава да се споменат ЧВК "Факел" (финансирана от Газпром), ЧВК "Кубан", ЧВК "Дон", ЧВК "Тигър" и пр. но ЧВК "Вагнер" е най-голямата (според данни на британското разузнаване към 24 юни 2024 ЧВК "Вагнер" се състои от 50 000 души, от които около 40 000 са бивши затворници Нейният неофициален лидер Евгений Пригожин  дълго време се ползва с огромно политическо влияние. (Военен ръководител на организацията е полк. Дмитрий Уткин.) Пригожин е наричан  "готвачът на Путин"  и е смятан за доверено лице на Владимир Путин.Пригожин притежава голяма верига ресторанти, в които  преди агресията на Русия, Путин често отсяда с международни гости - например с Дж.Буш - младши. Постепенно Пригожин започва да негодува срещу военните съветници на Путин и най - вече чрещу министъра на отбраната на Русия, Сергей Шойгу. Спород Пригожин ЧВК "Вагнер", изнася основните боеве, а често логистиката закъснява; дори се говори за преструктуриране на "Вагнер" и вкарването ѝ под крилото на министерство на отбраната.  

## Бунт на Пригожин (23-24 юни 2023)

### Начало на бунта (23 юни 2023)
На 23 юни Пригожин започва бунта като отмъщение за това, което той твърди, че е атака срещу неговите сили от страна на руското министерство на отбраната. Той отхвърля като неоснователни причините на руското правителство за руската инвазия в Украйна, обвинява руския министър на отбраната Сергей Шойгу за провалите и жертвите на армията и го обвинява, че води войната в полза на руските елити. Във видеоклип Пригожин се обръща към обикновените руснаци с думите, че Путин оправдава войната в Украйна с лъжи, как НАТО ще нападне Русия Пригожи  тръгва към Москва с войски, съставени най-вече от ЧВК "Вагнер". В първите часове наемниците не срещат съпротива и поемайки контрол над Ростов на Дон и Воронеж. Междувременно Владимир Путин подготвя Москва за обсада и привиква войски от далечните краища на страната. Не става ясно на какво се е надянал Пригожин, но след първите часове той забавя темпото. Някои анализатори допускат, че Пригожин е разчитал на своето приятелство с генерал Сергей Суровикин. Суровикин, обаче остава пасивен.
Силите на Пригожин превземат Ростов на Дон с неговия ключов военен щаб и според съобщенията напредват към Воронеж в посока Москва.
В отговор Федералната служба за сигурност (ФСБ) образува наказателно дело срещу Пригожин за „подстрекаване към въоръжен бунт“. В телевизионно обръщение президентът Владимир Путин нарича действията на Вагнер държавна измяна и се зарича да потуши бунта.

### Реакции на западните лидери
Възможно е също така Пригожин, който се познава лично с множество  лидери на Запада да е очаквал международна подкрепа. Такава обаче не пристига. Западните лидери са объркани - те не знаят дали не се случва инсценировка; също така при една гражданска война в Русия биха могли големи маси от руски емигранти да тръгнат към ЕС; не е ясно кой ще наложи контрола си върху ядрените оръжия и как ще бъдат използвани те а в на всичкото отгоре Пригожин  не e "добрият герой", а самия той е ястреб по отношение на Украйна. Всички тези събития принуждават Запада да избере пасивна роля. По-късно някои анализатори оценяват тази роля на изчакване като пропуск на ЕС и НАТО.

### Сделка с Лукашенко и край на метежа (24 юни 2023)
Междувременно Пригожин влиза в преговори с  Александър Лукашенко в качеството му на посредник между него и Путин. Лукашенко успява да убеди Пригожин, че действа неразумно  Той предлага компромис: Пригожин и полк. Дмитрий Уткин (военният командир на ЧВК "Вагнер")да отидат със 7000-10 000 бойци в Беларус. Там ЧВК "Вагнер" ще изпълняват охранителни мисии, вместо да се бият на фронта; всеки боец на ЧВК "Вагнер", който желае да се бие срещу УКрайна, ще мине на подчинение на министерство на отбраната и ще положи военна клетва. На 24 юни Пригожин приема тази сделка и прекратява метежа. Сделката е офциализирана окончателно на 20.07.2023 г.
След официализирането на сделката Пригожин нарежда на войските си да се върнат от пътя за Москва и да се изтеглят от Ростов на Дон.. Обвинението в държавна измяна е премахнато, което позволява на хората от Вагнер да се преместят в Беларус

### Смъртта на Пригожин
На 23 август 2023 г., точно три месеца след бунта самолет, в който се намират Евгений Пригожин и военният командир на ЧВК "Вагнер" - полк. Устинов, е взривен от ракета в Тверска област.